# Монтевідео Вондерерз
«Монтевіде́о Во́ндерерз» (ісп. «Montevideo Wanderers Fútbol Club») — уругвайський футбольний клуб з Монтевідео. Заснований 15 серпня 1902 року.

## Досягнення

Колишній логотип клубу

- Чемпіон Уругваю (3): 1906, 1909, 1923 (скасовано), 1931